# Trollmosseskogen
Trollmosseskogen este o arie protejată (arie specială de conservare — SAC, sit de importanță comunitară — SCI) din Suedia întinsă pe o suprafață de 547,9 ha, integral pe uscat.

## Localizare
Centrul sitului Trollmosseskogen este situat la coordonatele 61°20′54″N 15°16′32″E / 61.3482°N 15.2755°E.

## Înființare
Situl Trollmosseskogen a fost declarat sit de importanță comunitară în aprilie 2003 pentru a proteja 1 specie de plante și 2 specii de animale. Situl a fost protejat și ca arie specială de conservare în martie 2011.

## Biodiversitate
Situată în ecoregiunea boreală, aria protejată conține 7 habitate naturale: Păduri caducifoliate de mlaștină fino-scandinave, Lacuri și iazuri distrofice naturale, Mlaștini turboase de tranziție și turbării mișcătoare, Mlaștini împădurite, Taiga vestică, Cursuri de apă de la nivel de câmpie la nivel montan, cu vegetație Ranunculion fluitantis și Callitricho-Batrachion, Turbării Aapa.
La baza desemnării sitului se află mai multe specii protejate:
- plante (1): Buxbaumia viridis
- nevertebrate (2): Stephanopachys linearis, Stephanopachys substriatus